# دوللي ديفيس
دوللي ديفيس (بالفرنسية: Dolly Davis)‏ هي ممثلة فرنسية، ولدت في 30 أكتوبر 1896 في فرنسا، وتوفيت في 3 نوفمبر 1962 بنويي-سور-سين في فرنسا.

## وصلات خارجية
- دوللي ديفيس على موقع IMDb (الإنجليزية)
- دوللي ديفيس على موقع ألو سيني (الفرنسية)
- دوللي ديفيس على موقع أول موفي (الإنجليزية)
- دوللي ديفيس على موقع قاعدة بيانات الفيلم (الإنجليزية)
- دوللي ديفيس على موقع كينوبويسك (الروسية)